# Лошанцы
Лоша́нцы (бел. Лашанцы) — деревня в Крупском районе Минской области, недалеко от реки Блудыня . Входит в состав Игрушкинского сельсовета.
В селе две улицы: «Короткая» и «Пушкина».

## История

### Великое княжество Литовское
Деревня могла быть создана после аграрных реформ ВКЛ 1550—1580-х годов. С 1625 года наступает время, когда возникло много поселений современного Крупского района. Однако, во время войны 1654—1667 годов территория современной восточной Беларуси была разгромлена, количество населения сократилось более чем в 2 раза. Согласно польскому исследователю Е. Можы, Оршанский уезд лишился двух третей домовладений, а плотность населения в нём сократилась с 20,2 до 6,2 человек на 1 км². После войны магнаты начали заселять эти земли крестьянами с западных и южных регионов Речи Посполитой.
Новосозданный застенок Лашанцы известен с середины XVIII века в Черейском поместье Оршанского уезда Великого Княжество Литовского; размещался около раки Блудыня на границе фольварка Щавры и усадьбы Грушка (поместье Гапонавичи) Худовской волости.
Примерно в это время шляхтич Ян Крюковский-Жданович герба «Ждан» прибывает в Лошанцы, которые принадлежали великому канцлеру литовскому Сапеге. Ян Крукоўскі-Ждановіч оставил в застенке сыновей — Лявона (меў сыновей Григория и Яна с сыном Юрием), Александра (меў сыновей Мартина, Лявона, Тодара, Григория и Данііла, в последней были сыновья Лявон и Яўцімі), Короля (меў сыновей Самуэля и Василия) и Андрея (меў сыновей Александра, с сыновьями Яном, Сільвестрам, Александром, и Яна, с сыновьями Адам и Антон). Андрей пруд пресвитером униатской церкви в Лашанцах.
В второй половине XVIII века деревня Лошанцы оставалась в составе поместья Черея Оршанского уезда Витебского воеводства, который принадлежал Александру Сапеге герба «Лис», хотя уже продолжительное время была заложена, сначала господину Бекельману, а потом витебскому воеводе Юзефу Сологубу.
В 1772 году в застенке Лошанцы имелось 5 усадеб, 30 жителей мужского пола. В 1778 владельцем Лошанцев стал Онуфрий Рашковский. С 1790 года деревня Лошанцы уже входила в состав новообразованного поместья Щавры шляхтича Рашковского.

### Российская империя
После второго раздела Речи Посполитой (1793) деревня была включена в Могилёвское наместничество Российской империи. С 12 декабря 1796 года до 27 февраля 1802 года в составе Могилёвского (Копысского) уезда Белоруской губернии. С 27 лютого 1802 года к 1861 года в Щавровской волости Копысского уезда Могилёвской губернии.
В ноябре 1812 года, во время русско-французской войны и отступления французов, деревни Лошанцы и Лужа подверглись разграблению.
В XIX веке имение Щавры, в состав которого до 1865 года входили деревни Лашанцы и Лужа, принадлежали предводителю дворянства и любителю беларусской культуры Юлию Серафимаву Лось-Рошковскому с гербом «Агенчик». В 1842 году управляющим имением Щавры у панов Рашковских был белорусский писатель-драматург Винцент Дунин-Марцинкевич .
С 1861 года села Лошанцы, Лужа, Октавия и фальварок Двор-Пересика, принадлежавшие церкви и православному приходу Покрова Пресвятой Богородицы в селе Щавры, входили уже в состав Бобрской волости Сенненского уезд Могилевской губернии. В 1864—1865 годах крестьяне из местных деревень Крупщины стали покупать землю у Юлия Рашковского. Например, крестьянин села Гута Халимон (Филимон) Тимохин Галенко вместе со своим сыном Сильвестром и младшими братьями Данилой, Матвеем, Григорием и другими крестьянами, как представители местного сельского товарищества, подписали учредительный договор госоподином Рашковским о покупке у него земель в селе Лошанцы. Выкупная ссуда на 49 лет составила 5013 рублей 33 копейки. Ежегодно выплачивалось 6 % от суммы: 300 рублей 80 копеек.
В этот же период геодезическое описание Лошанцев было выполнено частным землемером и оценщиком Павлом Алексеевичем Носовичем. Он проводил исследования по определённым демаркационным линиям. Например, начало первой линии шло «от дачи Могилевской губернии Сенненского уезда села Староселье владений Стаховский от временного пограничного знака деревянного столба (с левой стороны жилого массива) три и полсажени от реки Блудинки. По левую сторону описываемой границы находится земля хутора Острово, принадлежащая помещику Рошковскому».
Из работ Носовича известно, что в Лошанцах имелась усадебная земля с 14 десятинами и 1200 саженями, пашни — 143 десятин и 1800 саженей, 47 десятин и 600 саженей для сенокоса, дровяного леса — 6 десятин. Суммарно: 211 десятин и 1200 саженей полезной земли. Под болотом, кладбищем, улицей и проселочными дорогами — 10 соток. Суммарно: 10 десятин непригодной земли. А всего пригодной и непригодной земли 221 десятина и 1200 саженей. Внутри крестьянской усадьбы находится хозяйская земля в пяти участках — 6 десятин и 1200 саженей. Итого: вся земля 228 десятин.
Помимо господина Юлия Рашковского, в этом геодезическом описании участвовали представители крестьян Щавровской волости: Теодор Янов Тюхлов, Петр Семенов Дрозд, Лука Явменов Пригажонак, Теодор Осипов Пригажонак, Адам Конанов Бундель, Аврам Прокопов (в редакции 1858 года, записано как род Лапиных). Из-за отсутствия образования (по собственному желанию) за них расписался унтер-офицер Ефим Безносов. Городским головой Лошанцев в то время был Базыль (Василий) Тимохин.
В 1897 году, по результатам первой всеобщей переписи населения Российской империи, в Лошанцах было 36 дворов, 222 жителя. В 1909 году здесь было уже 44 двора и 271 житель.

### Новейшая история
После Октябрьской революции административно-территориальная принадлежность Лошанцев часто менялась. В январе 1918 почти рядом с Лошанцами проходила советско-польская линия фронта; затем, в феврале была немецкая оккупация, а с 25 марта 1918 года село уже находилось на территории, объявленной частью нового белорусского национального государства БНР, хотя до 21 ноября 1918 года продолжала находиться под немецким контролем.
С 1 января 1919 года Лошанцы входили в состав нового советского государства ССРБ, а уже в феврале по территории современного Крупского района прошла граница нового государства ЛитБел и РСФСР. На два года жители Лошанцев оказались между двумя крупными регионами Советского государства, и до сих пор точно неизвестно, к которому из них они принадлежали. Возможно, эта территория Могилевской губернии в то время жила по законам (!) третьего государства — ССРБ. Ведь бывший Сенненский уезд Могилевской губернии в этот период был упразднен: сначала 26 апреля 1919 года его северная часть (Островенская волость) вошла в состав Витебской губернии РСФСР, и только 10 апреля 1921 года юго-западная часть (Бобрская волость, к которой относились Лошанцы с административным центром в Щаврах) вошла в состав Борисовского уезда Минской губернии.
Следует добавить, что на заседании административной комиссии при ЦК ССРБ Сенненский исполком выступил против передачи Бобрского района другому уезду на том основании, что «эта область является крупнейшим фабрично-заводским центром в Сенненского повета». Но товарищ Массен постановил, что «в случае необходимости некоторые фабричные предприятия Бобровой волости останутся за Витебской губернией путем перевода их на другую территорию Витебской губернии» (НАРБ, фонд 34, опись 1, дело 285).
С 20 августа 1924 года деревня Лошанцы входила в состав Маложаберичского сельсовета Крупского района Борисовского района БССР и по Всесоюзной переписи 1926 года имело 62 хозяйства и 324 жителя. Фактически село Малые Жаберичи стал условно новой административной столицей для Лошанцев.
С 18 июля 1927 года Лошанцы в составе Оршанского округа. После отмены окружной системы 26 июля 1930 года — в Крупском районе БССР.
В 1932 году жители села объединились в колхоз с совершенно необычным по тем временам названием «имени Стеньки Разина», в состав которого входило 40 хозяйств.
С 20 февраля 1938 года в составе Минской области.
В 1941 году насчитывалось 58 домов, 158 жителей. С 1 июля 1941 года Лошанцы были оккупированы немецкой армией.
28 июня 1944 года 29-й танковый корпус Красной Армии под командованием генерал-майора Евгения Фоминых (входила в состав 5-й гвардейской танковой армии генерал-лейтенанта Павла Ротмистрова) в ходе операции «Багратион» освободил от немецко-фашистской оккупации села Лошанцы и Лужа (немецкий разведывательный отряд 5-й танковой дивизии танкового генерала Карла Деккера находился в Игрушке, второй немецкий гарнизон — в близлежащих селах Старая Пересика и Радица). В состав 29-го корпуса Красной Армии входили передовые силы: танковая бригада, полк самоходной артиллерии, зенитно-артиллерийский полк, батарея 122-мм гаубиц, батарея ИСУ-152 и саперный батальон. Бои происходили на поле у реки Блудыня. После освобождения жители Лошанцев забрали себе вещи павших немцев: от ботинок до наручных часов.
В 1950-е годы деревня Лошанцы входила в состав колхоза «Усход». В 1959 году в деревне насчитывалось 285 жителей. В это же время напротив автобусной остановки, в самом начале деревни, был построен деревянный клуб, в котором, помимо библиотеки и площадки для праздников и танцев, крестьянам показывали фильмы. Например, фильм «Вий», билет на который (один киносеанс) стоил 15 копеек.
С 1960 года Лашанцы состоял в колхозе «Гигант», а с 1961 года — в совхозе «Грушевской».
С 1968 года Лашанцы входили в состав совхоза «Старосельский». В это же время деревня насчитывала уже 76 дворов и около 500 жителей.
31 марта 1977 года Лашанцы были переведены из Жаберицкого сельсовета в Игрушинский сельсовет Крупского района, а несколькими годами ранее, в августе 1974 года, началась настоящая паспортизация крестьян. Молодое поколение «лашанской хамсы» стало массово переселяться в города Борисов, Жодино и Минск.
В 1998 году в совхозе «Староселье» насчитывалось 32 двора, 57 жителей. С 2004 года поселок входит в состав СПК «Старосельское», а лошанская ферма окончательно прекратила свою деятельность.

## Образование
В селе была своя школа начальной грамотности, которая располагалась у поворота на кладбище. Учительствовала в ней местная жительница Татьяна Васильевна Микулич (17.05.1921—01.10.2010).

В 1924—1925 годах в селе Стараселье функционировала четырёхлетняя школа. В Национальном архиве Республики Беларусь хранится отчёт о деятельности этой школы. Из документа видно, что школа была открыта ещё в 1903 году и преподавание в ней велось исключительно на белорусском языке. Учились в ней дети из сёл Староселье, Лошанцы, Каменка. В Лошанцах учились всего 2 ученика, хотя население села составляло 348 человек, из которых 54 подлежали обслуживанию учебным учреждением.

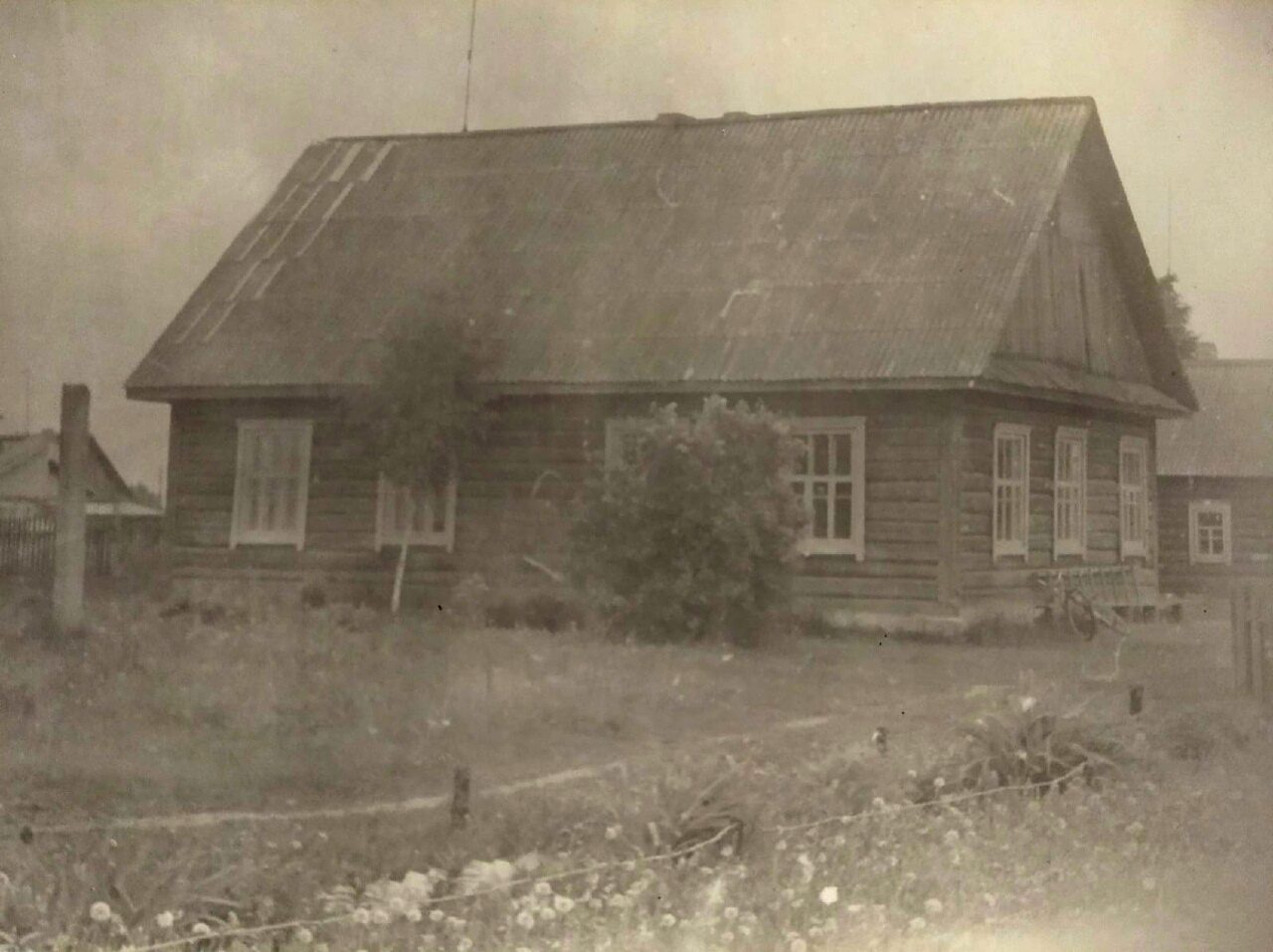
Восьмилетняя школа в Стараселье, куда с 1950-х годов ходили учиться дети из Лошанцов.

Родной язык жителей Лашанцев был белорусский. Ближайшие школы находились в Радзице (2 версты), Жаберице (4 версты) и Игрушкове (4 версты). Школа находилась в арендованном здании — деревянном, покрытом соломой, одноэтажном. Размеры: длина 16 аршин, ширина 8 аршин, высота 4 аршина. Здание арендовано было на один учебный год, дальнейшее обучение в нём не предусмотрено. Учителем с 20 октября 1924 года был беспартийный Тимох Янович Сивцов 1870 года рождения из села Трухановка Круглянского района Оршанского уезда. В 1897—1899 годах он прошёл педагогические курсы при Санкт-Петербургской духовной академии. В 1919 году он прошёл курсы в городе Сянне. Также отмечено, что Сивцов работал с жителями сёл Лашанцы, Староселье, Каменка и других без перерыва в свободное время от школьных занятий. Предметы обучения: родной язык, математика, обществознание, естествознание, география, рисование, физическое воспитание, политическая грамотность, песни и 8 экскурсий в лес и к местной реке. Ученики не платили за обучение в 1924—1925 годах. Школа в последнее время своего существования не получала финансовой и материальной поддержки.
После Второй мировой войны в 1950-е годы дети из Лошанцев начали ходить исключительно в восьмилетнюю школу в селе Староселье. Для продолжения обучения (по собственному желанию) в 9-м и 10-м классах им приходилось ездить в школу в село Игрушка. Местных детей и подростков в это время жители соседних деревень называли «лашанская хамса», потому что их было много, как мелкой рыбёшки.

## Демография
- 1772 — в ограде 5 дворов, 30 жителей мужского пола;
- 1858 — 14 дворов, 118 душ (ревизия);
- 1897 — 36 хуторов, 222 жителя (перепись);
- 1909 — 44 двора, 271 житель;
- 1926 — 62 двора, 324 жителя (перепись);
- 1939 — 58 дворов, 158 жителей;
- 1959—285 жителей;
- 1970 — 76 домов, около 500 жителей;
- 1998 — 32 домохозяйства, 57 жителей;
- 2009 — 17 домохозяйств, 34 жителя;
- 2019 — 5 фермерских хозяйств, 10 резидентов.